# 칼디세리쿰균
칼디세리쿰균(Caldisericum exile)은 다른 세균과 아주 다른 세균 종으로 별도의 독립된 생물 문과 강, 과로 분류된다. 후보 생물 문(門) OP5 중에서 가장 먼저 배양되고 기술된 종이다.